# Paralimnophila (Paralimnophila) subfuscata
Paralimnophila (Paralimnophila) subfuscata is een tweevleugelige uit de familie steltmuggen (Limoniidae). De soort komt voor in het Neotropisch gebied.